# Isohydrie
Isohydrie bezeichnet den gleichen (griech. "iso-" = "gleich") pH-Wert zweier Bezugssysteme.
Eine häufige Anwendung in der Pharmazie ist die Angleichung des pH-Wertes von Augentropfen an den physiologischen pH-Wert (pH 7,4). Gefordert wird diese Bedingung (neben z. B. Isotonie, Partikelfreiheit, Sterilität) vor allen Dingen für Zubereitungen zur Anwendung am Auge, um Reizungen zu vermeiden. Falls ein isohydrischer pH-Wert sich unvorteilhaft auf die Arzneistoffstabilität auswirkt, ist oftmals die Einstellung auf einen euhydrischen pH-Wert als ein Kompromiss zwischen Verträglichkeit, Arzneistoffstabilität und Arzneistoffpenetration eine Alternative.